# شمس حاجیان
شمس حاجیان، روستایی است از توابع بخش مرکزی و در شهرستان ارومیه استان آذربایجان غربی ایران. یکی از روستاهای همسایه روستای قره آغاج کوه است. در زبان ترکی به نام شمساجان جان تلفظ می‌شود و روستا دارای دو مسجد که یکی تازه بنا شده و ۲ کلیسای قدیمی می‌باشد. در ورودی روستا قبرستانی قدیمی به نام داش مزار واقع شده که بسیاری از آن مزارها مربوط به زمان جیلولوق است. 

## جمعیت
این روستا در دهستان باراندوزچای شمالی قرار داشته و بر اساس سرشماری سال ۱۳۸۵ جمعیت آن (۱۲۹خانوار) برابر با ۵۱۱نفر
بوده‌است.